# Kungsbacka radio
Kungsbacka radio var en svensk radiostation i Kungsbacka. Stationen var ursprungligen en mottagarstation för fast radiokommunikation med USA.
Mottagarstationen Kungsbacka radio, med anropssignal SAK, byggdes 1924 på Kollavägen i vad som i dag är centrala Kungsbacka. Stationen kompletterade sändarstationen i Grimeton längre söderut. Både sändarstationen i Grimeton och mottagarstationen i Kungsbacka invigdes officiellt den 2 juli 1925 av kung Gustaf V.
Från 1930 fjärrmanövrerades även sändare, och vissa mottagare på kustradiostationen Göteborg radio från Kungsbacka radio.
Då kommunikation på långvåg kräver mycket stora antenner byggdes först en mottagarantenn av typen Beverage, där två koppartrådar om en sträcka av 13,4 kilometer drogs på 9 meter höga stolpar från stationen till Skärsjön på sydsidan av sjön Lygnern.
År 1938 flyttades mottagningen av amerikatrafiken till nybyggda Enköping radio, och 1948 stängdes Kungsbacka radio då Göteborg radio invigde sina nybyggda lokaler på Onsalahalvön.
Den tidigare stationsbyggnaden innehåller numera två lägenheter, är byggnadsminnesmärkt med Q, och får inte förändras exteriört.

## Bilder

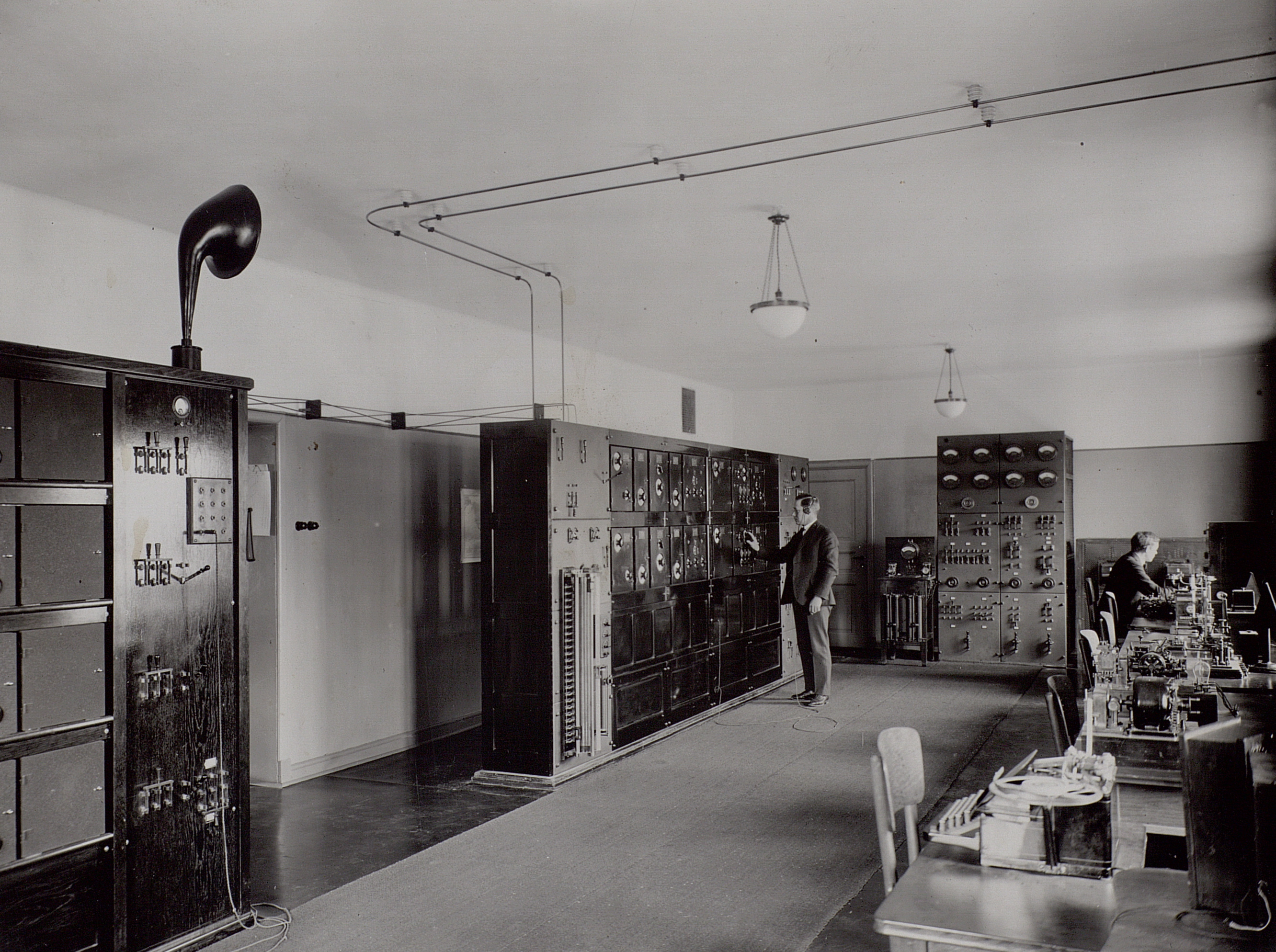
Sändarhallen, förmodligen 1920-tal
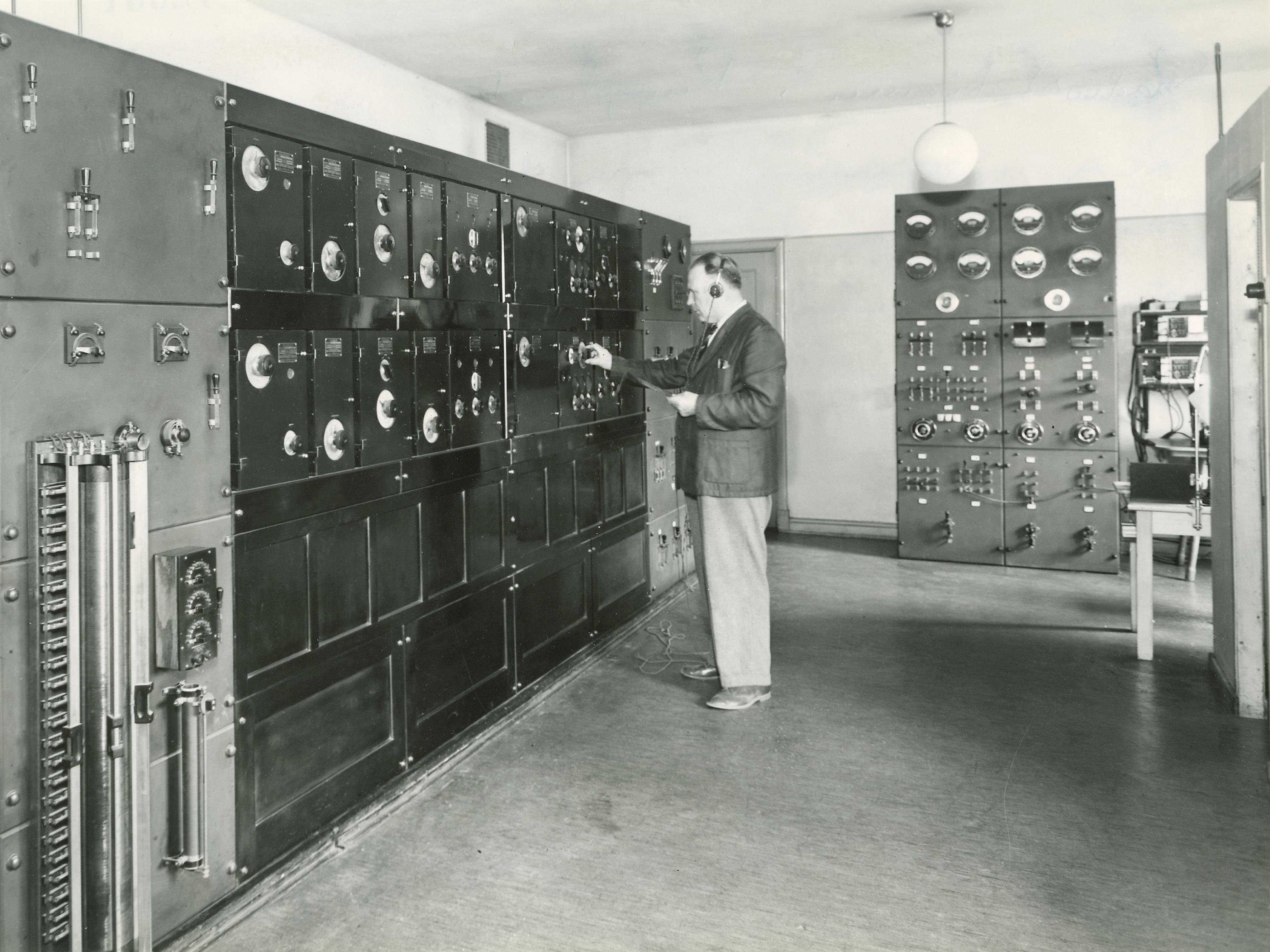
Sändarhallen 1948
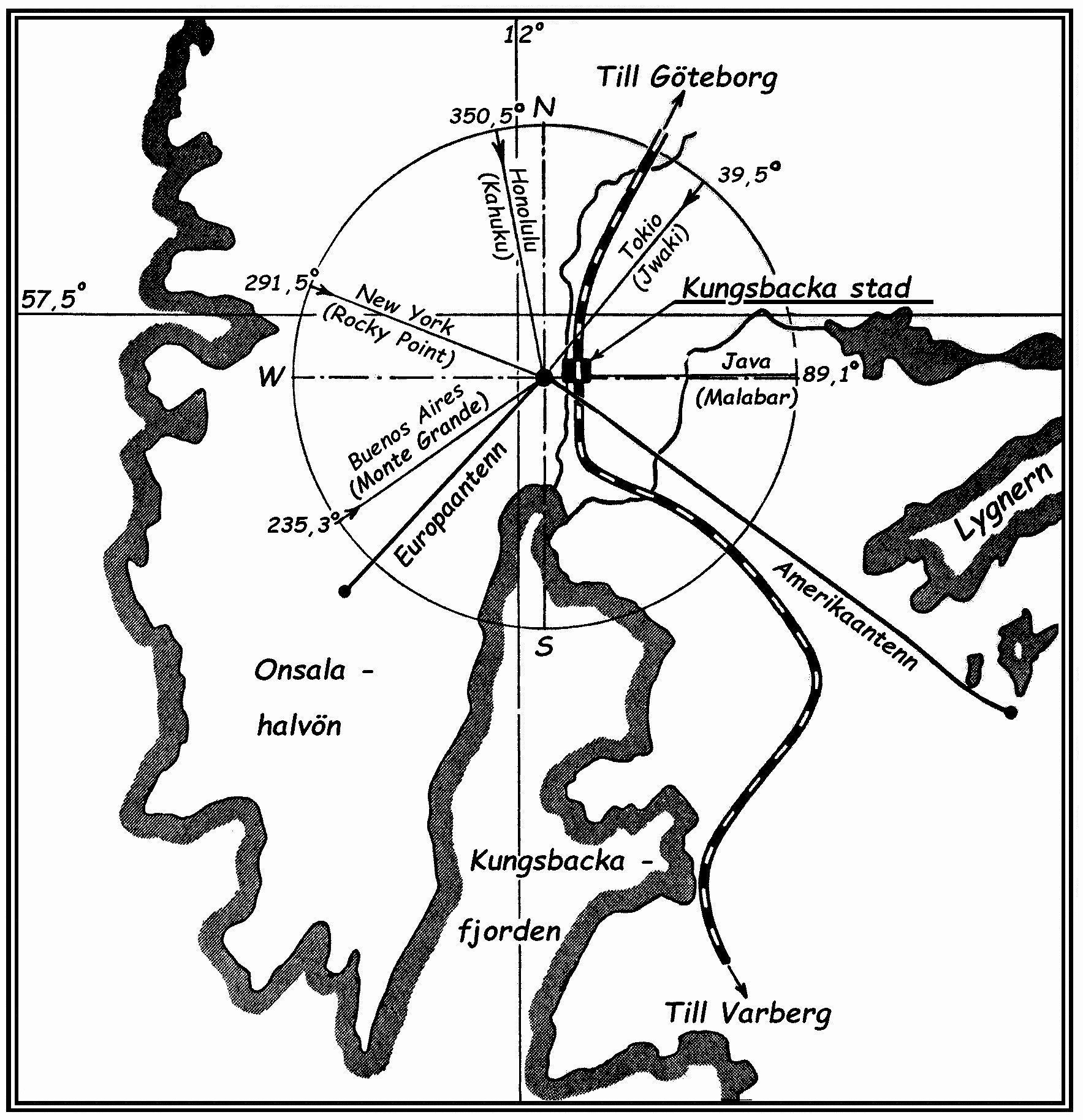
Karta över Kungsbacka radios två Beverage-antenner, och riktning till några samtida radiostationer.
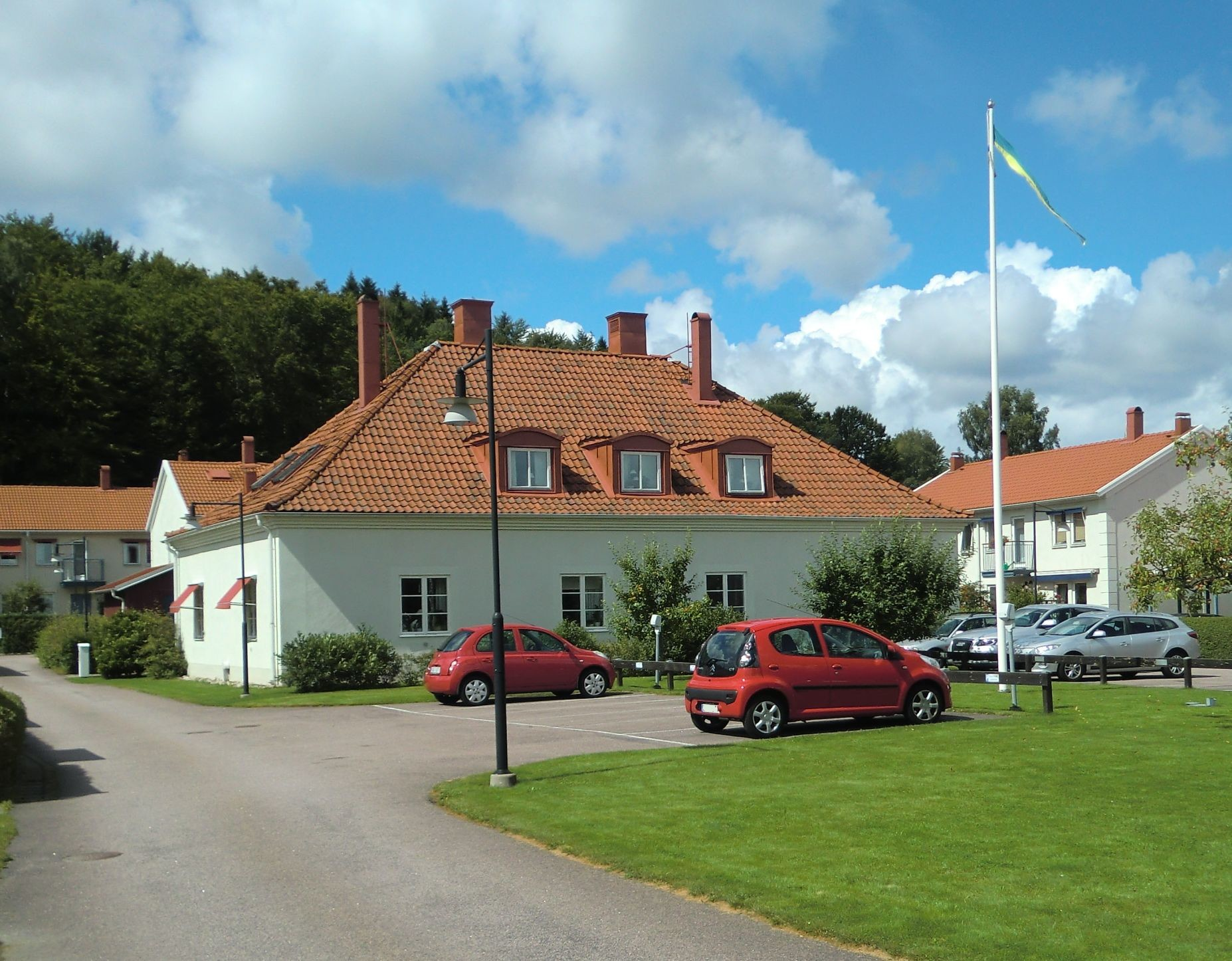
Stationsbyggnaden, nu privatbostäder